# Un homme se penche sur son passé
Un homme se penche sur son passé est un roman de Maurice Constantin-Weyer publié en 1928 aux éditions Rieder et ayant reçu le prix Goncourt la même année.

## Historique
Le roman reçoit le prix Goncourt en 1928 grâce à la voix double du président du jury, J.-H. Rosny aîné, au détriment notamment de La Petite fille que j'aime de René Bizet. Le livre se vend à 100 000 exemplaires dans les deux mois suivants le prix et les précédents ouvrages de son auteur voient également leurs ventes décupler.

## Résumé
Un trappeur français se retrouve au milieu de fermiers canadiens dont l'une des filles tombe amoureuse.

## Adaptation cinématographique
- 1958 : Un homme se penche sur son passé de Willy Rozier

## Éditions
- Un homme se penche sur son passé, Paris, éditions Rieder, 1928
- Un homme se penche sur son passé, Paris, éditions Plon, 1928
- Un homme se penche sur son passé, illustrations de George Pichard, aux Editions de la Nouvelle France, Paris 1943, coll. "La vie exaltante"
- Un homme se penche sur son passé, illustré de 16 lithographies de Jacques Bétourné à la Société d'éditions françaises et internationales, Paris, éditions Quatre coins du monde, 1946.
- Un homme se penche sur son passé, avec une introduction de Gérard Fabre, Québec, Presses de l'Université du Québec, coll. « Jardin de givre », 2014[4].